# Gehlenia falcata
Gehlenia falcata är en fjärilsart som beskrevs av Hayes 1963. Gehlenia falcata ingår i släktet Gehlenia och familjen svärmare. Inga underarter finns listade i Catalogue of Life.